# Valdejalón (vino)
Valdejalón es una indicación geográfica protegida, utilizada para designar los vinos de la tierra originarios de la zona vitícola española de Valdejalón, que comprende los siguientes municipios de la provincia de Zaragoza: Aranda de Moncayo, Arándiga, Bárboles, Bardallur, Brea de Aragón, Calatorao, Calcena, Cuarte de Huerva, Chodes, Epila, Figueruelas, Gotor, Grisén, Illueca, Jarque de Moncayo, La Almunia de Doña Godina, Lucena de Jalón, Lumpiaque, Mesones de Isuela, Morata de Jalón, Morés, Nigüella, Oseja, Pedrola, Plasencia de Jalón, Pleitas, Purroy, Ricla, Rueda de Jalón, Salillas de Jalón, Saviñán, Santa Cruz de Grío, Sestrica, Tierga, Trasobares, Urrea de Jalón y Zaragoza.
Esta indicación geográfica fue reglamentada en 1998 y admite categorías de vinos blancos con grado alcohólico natural mínimo de 11º , rosados con 12º y tintos con 12'5º, así como vino de licor con un mínimo de 15º.

## Variedades de uva
- Blancas: Macabeo, Garnacha blanca, Chardonnay y Moscatel de Alejandría

- Tintas: Monastrell, Mazuela, Cabernet Sauvignon, Merlot, Tempranillo, Garnacha Tinta Graciano y Syrah.